# La Villa (film)
La Villa je francouzský hraný film z roku 2017, který režíroval Robert Guédiguian podle vlastního scénáře. Snímek měl světovou premiéru na filmovém festivalu v Benátkách dne 3. září 2017.

## Děj
Sourozenci Angèle, Joseph a Armand se setkají u Maurice, svého starého otce, který po mrtvici prodělal afázii. Angèle se už 20 let nevrátila do svého rodného domu, po smrti své dcery Blanche. Angèle nesouhlasí s tím, že její otec, přemožený výčitkami svědomí nad tím, že je zodpovědný za smrt Blanche, pro ni vyhradil větší podíl na dědictví než pro její bratry, aby si za to koupil odpuštění.
Benjamin, třicetiletý rybář ze zátoky, se s radostí znovu setkává s Angèle, herečkou, kterou tolik obdivoval v divadle v Marseille, a do které je tajně zamilovaný.
Ozbrojení vojáci pravidelně monitorují pobřeží, kde uvízli migranti z Afriky, aby je mohli zatknout a poslat zpět do jejich zemí. Jednoho dne najdou oba bratři na útesu tři děti bez rodičů, zmrzlé a hladové. Schovají je doma, což je vrací zpět do reality mnohem dramatičtější než melancholie dávných vzpomínek.

## Obsazení
| Ariane Ascarideová     | Angèle Barberini |
| Jean-Pierre Darroussin | Joseph           |
| Gérard Meylan          | Armand           |
| Fred Ulysse            | Maurice          |
| Anaïs Demoustierová    | Bérangère        |
| Robinson Stévenin      | Benjamin         |
| Yann Trégouët          | Yvan             |
| Jacques Boudet         | Martin           |
| Geneviève Mnich        | Suzanne          |
| Esther Seignon         | Blanche          |
| Diouc Koma             | voják            |

## Ocenění
- Benátský filmový festival: Cena SIGNIS a UNIMED (Robert Guédiguian)
- César: nominace na nejlepší herečku ve vedlejší roli (Anaïs Demoustierová)